# Cantone di Eymet
Il Cantone di Eymet era una divisione amministrativa dell'arrondissement di Bergerac.
A seguito della riforma approvata con decreto del 21 febbraio 2014, che ha avuto attuazione dopo le elezioni dipartimentali del 2015, è stato soppresso.

## Composizione
Comprendeva i comuni di:
- Eymet
- Fonroque
- Razac-d'Eymet
- Sadillac
- Saint-Aubin-de-Cadelech
- Saint-Capraise-d'Eymet
- Sainte-Eulalie-d'Eymet
- Sainte-Innocence
- Saint-Julien-d'Eymet
- Serres-et-Montguyard
- Singleyrac